# Forma bilineal
En matemáticas, una forma bilineal sobre un espacio vectorial {\displaystyle V} es una aplicación bilineal {\displaystyle V\times V\to K}, donde {\displaystyle K} es el cuerpo de escalares. En otras palabras, una forma bilineal es una función que asocia un escalar a cada par de vectores, tal que es lineal en cada uno de sus argumentos por separado.
Cuando {\displaystyle K} es el cuerpo de números complejos {\displaystyle \mathbb {C} }, es más interesante hablar de formas sesquilineales, que son similares a las formas bilineales, pero son conjugadas lineales en un argumento.

## Definición
Dados un cuerpo K y un K-espacio vectorial V, una forma bilineal es una aplicación 
{\displaystyle f:V\times V\to K}
que verifica:
- {\displaystyle \ f(u_{1}+u_{2},v)=f(u_{1},v)+f(u_{2},v)}
- {\displaystyle \ f(u,v_{1}+v_{2})=f(u,v_{1})+f(u,v_{2})}
- {\displaystyle \ f(au,v)=af(u,v)}
- {\displaystyle \ f(u,av)=af(u,v)}

para cualquier {\displaystyle a\in K} y {\displaystyle u,v,u_{1},u_{2},v_{1}\ y\ v_{2}\in V}
También se puede definir una forma bilineal como un caso particular de una forma multilineal, en particular como un tensor de tipo (2, 0).

### Ejemplos
- El producto escalar en el espacio euclideo es una forma bilineal. En particular, dados dos vectores en el plano bidimensional {\displaystyle \mathbb {R} ^{2}} de la forma {\displaystyle u=(a,b)} y {\displaystyle v=(c,d)}, su producto escalar viene dado por:
{\displaystyle \ \langle u,v\rangle =ac+bd}
que se puede verificar que es una forma bilineal.
- El determinante de una matriz cuadrada de dimensión dos es una forma bilineal, con respecto a los vectores columna de la matriz. Dados dos vectores en el plano bidimensional {\displaystyle \mathbb {R} ^{2}}, {\displaystyle u=(a,b)} y {\displaystyle v=(c,d)}, y sea
{\displaystyle M={\begin{bmatrix}u&v\end{bmatrix}}={\begin{bmatrix}a&c\\b&d\end{bmatrix}}}
se define
{\displaystyle f:\mathbb {R} ^{2}\times \mathbb {R} ^{2}\longrightarrow \mathbb {R} ,\ f(u,v)=ad-bc}
denotado más comúnmente por
{\displaystyle \det(M)=ad-bc}.

## Propiedades
De la definición se tienen las siguientes propiedades:
- {\displaystyle \ f(u,0)=f(0,u)=0}
- {\displaystyle \ f(-u,v)=f(u,-v)=-f(u,v)}
- {\displaystyle \ f(\sum _{i}a_{i}u_{i},\sum _{j}b_{j}v_{j})=\sum _{i}\sum _{j}a_{i}b_{j}f(u_{i},v_{j})}

para todo {\displaystyle a\in K} y {\displaystyle u,v,u_{1},u_{2},v_{1},v_{2}\in V}

## Forma bilineal simétrica y antisimétrica
Una forma bilineal puede tener un comportamiento especialmente simple frente al intercambio de los argumentos; aún en el caso de que no lo tenga, se puede descomponer de manera única en dos formas bilineales que sí lo tienen.

### Forma bilineal simétrica
Una forma bilineal simétrica es aquella que es conmutativa, por lo que se puede intercambiar el primer con el segundo argumento sin variar la imagen:
{\displaystyle \ f(u,v)=f(v,u)}
Como ejemplo se tiene que el producto escalar en el espacio euclídeo es una forma bilineal simétrica.

### Forma bilineal antisimetrica
Una forma bilineal antisimétrica es aquella en la que el intercambio de argumentos provoca un cambio de signo:
{\displaystyle \ f(u,v)=-f(v,u)}
en particular se tiene que {\displaystyle \ f(v,v)=0}
Un ejemplo de ello es el símbolo de Levi-Civita bidimensional.

### Descomposición de una forma bilineal cualquiera
Dada una forma bilineal cualquiera se puede definir su forma bilineal simétrica como:
{\displaystyle \ f_{S}={\frac {1}{2}}(f(x,y)+f(y,x))}
Análogamente la forma bilineal antisimétrica se define como:
{\displaystyle \ f_{T}={\frac {1}{2}}(f(x,y)-f(y,x))}
Las formas así definidas componen la forma original:
{\displaystyle \ f(x,y)=f_{S}(x,y)+f_{T}(x,y)}

## Forma sesquilineal
Si el cuerpo K es el cuerpo de números complejos C, se puede definir una forma sesquilineal como:
- {\displaystyle \ f(u_{1}+u_{2},v)=f(u_{1},v)+f(u_{2},v)}
- {\displaystyle \ f(u,v_{1}+v_{2})=f(u,v_{1})+f(u,v_{2})}
- {\displaystyle \ f(au,v)=af(u,v)}
- {\displaystyle \ f(u,av)={\overline {a}}f(u,v)}

donde {\displaystyle {\overline {a}}}, en la última condición, denota al complejo conjugado.
- Se dice que una forma sesquilineal f es hermítica si es igual a su conjugada

- se denomina  que una forma hermítica f es positiva si a f (v, v)≥ 0[2]

## Matriz asociada
Una forma bilineal se puede expresar de manera sencilla en forma matricial. Dadas una forma bilineal {\displaystyle f:V\times V\to K} y una base {\displaystyle B=\{e_{1},..,e_{n}\}} del espacio vectorial V, se define la matriz asociada a la forma f respecto de la base B como:
{\displaystyle \mathbb {A} =\;{\begin{pmatrix}a_{(1,1)}&a_{(1,2)}&\cdots &a_{(1,n)}\\a_{(2,1)}&a_{(2,2)}&\cdots &a_{(2,n)}\\\vdots &\vdots &\ddots &\vdots \\a_{(n,1)}&a_{(n,2)}&\cdots &a_{(n,n)}\end{pmatrix}}}
Donde cada entrada de la matriz es la imagen de los correspondientes vectores de la base por f: {\displaystyle a_{(i,j)}=f(e_{i},e_{j})}. Con la matriz así definida, la imagen por f de los vectores {\displaystyle u=(u_{1},..,u_{n})} y {\displaystyle v=(v_{1},..,v_{n})} sería:
{\displaystyle f(u,v)=u^{t}\cdot \mathbb {A} \cdot v=(u_{1},u_{2},...,u_{n})\cdot {\begin{pmatrix}a_{(1,1)}&a_{(1,2)}&\cdots &a_{(1,n)}\\a_{(2,1)}&a_{(2,2)}&\cdots &a_{(2,n)}\\\vdots &\vdots &\ddots &\vdots \\a_{(n,1)}&a_{(n,2)}&\cdots &a_{(n,n)}\end{pmatrix}}\cdot {\begin{pmatrix}v_{1}\\v_{2}\\\vdots \\v_{n}\end{pmatrix}}}
Nótese que por ser {\displaystyle f(u,v)\in K} un escalar, se verifica que
{\displaystyle f(u,v)=u^{t}\mathbb {A} v=v^{t}\mathbb {A} ^{t}u={{\Big [}f(u,v){\Big ]}}^{t}}
Bajo estas condiciones, puede demostrarse la siguiente propiedad.
| Las matrices asociadas a formas simétricas son simétricas, y las matrices asociadas a formas antisimétricas son antisimétricas. |

| Demostración |
| El enunciado puede reescribirse como un par de implicaciones dobles. 1. f es simétrica si y sólo si su matriz asociada es simétrica. 2. f es antisimétrica si y sólo si su matriz asociada es antisimétrica. con la sustitución de las definiciones correspondientes, se tiene para todo u, v en V, 1. {\displaystyle f(u,v)=f(v,u)\iff \mathbb {A} =\mathbb {A} ^{t}} por un lado, y 2. {\displaystyle f(u,v)=-f(v,u)\iff \mathbb {A} =-\mathbb {A} ^{t}}. Se demuestra cada proposición por separado. 1. {\displaystyle \Longrightarrow )} por hipótesis, {\displaystyle f(u,v)=f(v,u)} luego {\displaystyle 0=f(u,v)-f(v,u)=u^{t}\cdot \mathbb {A} \cdot v-u^{t}\cdot \mathbb {A} ^{t}\cdot v=u^{t}\cdot \left(\mathbb {A} -\mathbb {A} ^{t}\right)\cdot v} como la igualdad es cierta para todo u, v tiene que ser {\displaystyle \mathbb {A} =\mathbb {A} ^{t}}. {\displaystyle \Longleftarrow )}Escribimos nuevamente a f en forma matricial {\displaystyle f(u,v)=u^{t}\cdot \mathbb {A} \cdot v=v^{t}\cdot \mathbb {A} ^{t}\cdot u} pero como por hipótesis {\displaystyle \mathbb {A} ^{t}=\mathbb {A} }, {\displaystyle f(u,v)=v^{t}\cdot \mathbb {A} \cdot u=f(v,u)}. 2. {\displaystyle \Longrightarrow )} La prueba es análoga. {\displaystyle 0=f(u,v)+f(v,u)=u^{t}\cdot \mathbb {A} \cdot v+u^{t}\cdot \mathbb {A} ^{t}\cdot v=u^{t}\cdot \left(\mathbb {A} +\mathbb {A} ^{t}\right)\cdot v} por lo tanto {\displaystyle \mathbb {A} =-\mathbb {A} ^{t}}. {\displaystyle \Longleftarrow )}Escribimos nuevamente a f en forma matricial {\displaystyle f(u,v)=u^{t}\cdot \mathbb {A} \cdot v=-u^{t}\cdot \mathbb {A} ^{t}\cdot v=-v^{t}\cdot \mathbb {A} \cdot u=-f(v,u)} ∎ |

## Forma cuadrática asociada
Dada una forma bilineal, se puede definir su forma cuadrática asociada como:
{\displaystyle \ \Phi :V\longrightarrow K}
dado por
{\displaystyle \ \Phi (x)=f(x,x)}
Además, cada forma cuadrática tiene una forma bilineal asociada denominada forma polar.